# Daala
Daala är det nuvarande arbetsnamnet på ett  videokodningsformat under utveckling av Xiph.Org Foundation och Mozilla.
Daala är avsedd att bli en högeffektiv videokodek, för användning till liknande uppgifter såsom High Efficiency Video Coding (HEVC) och VP9. Dalaa är fortfarande under utveckling, och beräknas inte vara klart förrän tidigast 2016.

## Historia
30 maj 2013 släpptes en alphaprototyp av Daala som användes till att strömma video över internet. Sedan dess har flera introduktioner till Daala och nya tekniker Daala använder sig av lagts upp på Xiph.Org Foundations hemsida.